# Oblakovac
Oblakovac je naselje u Republici Hrvatskoj u Požeško-slavonskoj županiji, u sastavu općine Brestovac.

## Zemljopis
Oblakovac je smješten oko 10 km zapadno od Brestovca na cesti Požega - Nova Gradiška,  susjedna sela su Ivandol na istoku, Čečavački Vučjak na sjeveru i Opršinac na zapadu.

## Stanovništvo
Prema popisu stanovništva iz 2011. godine Oblakovac je imao 5 stanovnika.
| broj stanovnika | 106   | 113   | 131   | 131   | 134   | 151   | 127   | 157   | 138   | 132   | 111   | 89    | 72    | 60    | 5     | 5     | 2     |
|                 | 1857. | 1869. | 1880. | 1890. | 1900. | 1910. | 1921. | 1931. | 1948. | 1953. | 1961. | 1971. | 1981. | 1991. | 2001. | 2011. | 2021. |